# 32453 Kanamishogo
32453 Kanamishogo este un asteroid din centura principală de asteroizi.

## Descriere
32453 Kanamishogo este un asteroid din centura principală de asteroizi. A fost descoperit pe 26 septembrie 2000 la Fukuchiyama de M. Yoshimi. Asteroidul prezintă o orbită caracterizată de o semiaxă mare de 3,07 ua, o excentricitate de 0,06 și o înclinație de 10,8° în raport cu ecliptica.